# Inclosure Act 1773
Lire en ligne

Texte de la loi tel qu'il a été adopté à l'origine
Texte de l'Inclosure Act 1773 tel qu'il est en vigueur aujourd'hui (y compris tout amendement) au Royaume-Uni

L'Inclosure Act 1773, ou Enclosure Act 1773, est une loi votée au Parlement de Grande-Bretagne durant le règne de George III, qui transforme le cadre traditionnel d'administration communautaire des terres, les openfields, en un système de propriété privée de la terre. Liée au mouvement des enclosures, cette loi permet aux propriétaires de clore leurs champs et leur garantit un droit de propriété.

## Historique
En 1773, le Parlement de Grande-Bretagne opère une révolution juridique car, par le vote de cette loi, il autorise les propriétaires à clore leurs champs pour en interdire l'accès à toute personne et à tout animal. Cette loi inaugure donc le droit de propriété privée et exclusive. 
Elle est officiellement votée pour améliorer la productivité agricole et la régulation des terres arables et des pâturages du Royaume-Uni. 
Le modèle médiéval d'une agriculture traditionnelle dans le cadre d'une administration communautaire des terres bascule vers un modèle de propriété privée. Jusque-là deux types de propriétés cohabitaient, une commune et une individuelle. Les bois, les friches, les haies, les marais et les terres arables étaient souvent exploités en commun par tous les paysans d'une localité. Quant au droit de propriété des champs, il était limité, mais les droits d'usage étaient autorisés, comme le glanage, permettant de récupérer ce qui n'avait pas été récolté, et la vaine pâture autorisant à faire paître son bétail sur toutes les terres, sur les siennes comme celles des voisins, après les récoltes. Cette coexistence devient de plus en plus difficile car, dès le XIIe siècle, le droit de propriété individuelle devient majoritaire.

## Philosophie de cette loi
Des philosophes vont donner au mouvement des enclosures et à cette loi un soubassement théorique. John Locke en fait un « droit naturel ». En effet, il fait un constat relatif à ce droit et à cette loi : « Tout homme possède une propriété sur sa propre personne ». Il l'étend ensuite à son travail pour en conclure qu'il est normal que sa récolte « si elle n'est pas gaspillée, soit aussi marquée du sceau de propriété »,.
Mais Locke est critiqué par Jean-Jacques Rousseau qui le contredit au sujet des enclosures : « Le premier qui, ayant enclos un terrain, s'avisa de dire : "Ceci est à moi", et trouva des gens assez simples pour le croire, fut le vrai fondateur de la société civile. Que de crimes, de guerres, de meurtres, que de misères et d'horreurs n'eût point épargnés au genre humain celui qui, arrachant les pieux ou comblant un fossé, eût crié à ses semblables : "Gardez-vous d'écouter cet imposteur ; vous êtes perdus." ».
Adam Smith, auteur de La Richesse des nations, voit dans la propriété privée de la terre l'origine de la rente : le laboureur doit « payer pour avoir le droit de récolter les fruits naturels de la terre, en retournant au propriétaire une partie de ce que son travail avait toujours produit. Cette portion, ou le prix de celle-ci, c'est la rente de la terre ».